# هاوري

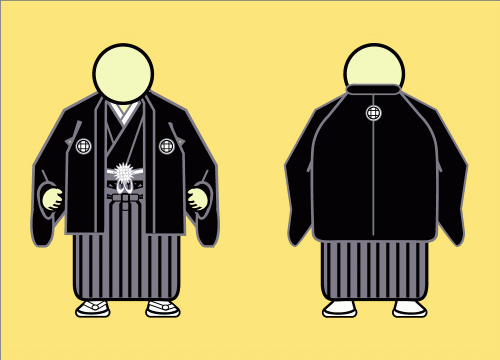
هاوري

هاوري (باليابانية: 羽織) هي نوع من أنواع الكيمونو. عادة ما يرتدى للحماية من البرد أو كلباس رسمي فوق كيمونو طويل بأكمام قصيرة. معروف أن هاوري استخدم منذ فترة موروماتشي، ولم يزل كذلك حتى في العصر الحديث.